# Crackòvia
|  | No s'ha de confondre amb la ciutat polonesa de Cracòvia.. |

Crackòvia va ser un programa satiric de TV3, emès per primera vegada el setembre del 2008, ideat pels guionistes, actors i la resta de l'equip de Polònia, i dirigit per Joan Rufas. Es va emetre cada dilluns a la franja horària de màxima audiència, a les 21.55h. Aquest programa va assolir de vegades índexs d'audiència superiors als del seu germà gran, Polònia, i fins ara inèdits per la televisió catalana, arribant als 1.399.000 espectadors i al 39,3% de quota. La temporada 2016/2017 va ser la seva última temporada.
Entre els actors que feien imitacions destacaven Pep Plaza, Queco Novell, Jordi Ríos, Bruno Oro, Carlos Latre, Ivan Labanda, Miquel Àngel Ripeu, Toni Albà, Sergi Mas i Agnès Busquets.

## Història
L'inici del programa va coincidir amb l'arribada de Pep Guardiola a la banqueta del Barça. Aquest fet casual va donar un fort impuls al "Crackòvia", que va veure com la seva paròdia de l'equip blaugrana coincidia amb els èxits de l'equip sobre la gespa. Amb l'arribada de Mourinho a la banqueta del Madrid, el programa va viure alguns dels seus moments més àlgids, amb els enfrontaments reals portats a la pantalla per Pep Plaza i Toni Albà.
El 30 d'agost de 2010, Telemadrid, Castilla-La Mancha TV, CyL7 i Aragón TV van començar a emetre una adaptació de Crackòvia, amb el mateix nom, però produït per la televisió autonòmica madrilenya, amb diferents actors i un guió diferent. Això no obstant, el 15 de novembre van emetre el darrer episodi, malgrat que no es va cancel·lar oficialment el programa, els baixos índex d'audiència, sobretot a Telemadrid i CMT, foren claus en el fet que Crackòvia desaparegués de les seves graelles de programació.
Després de la temporada 2016/2017 el programa va descansar durant tota la resta de l'any 2017.

## Personatges[calcitació]

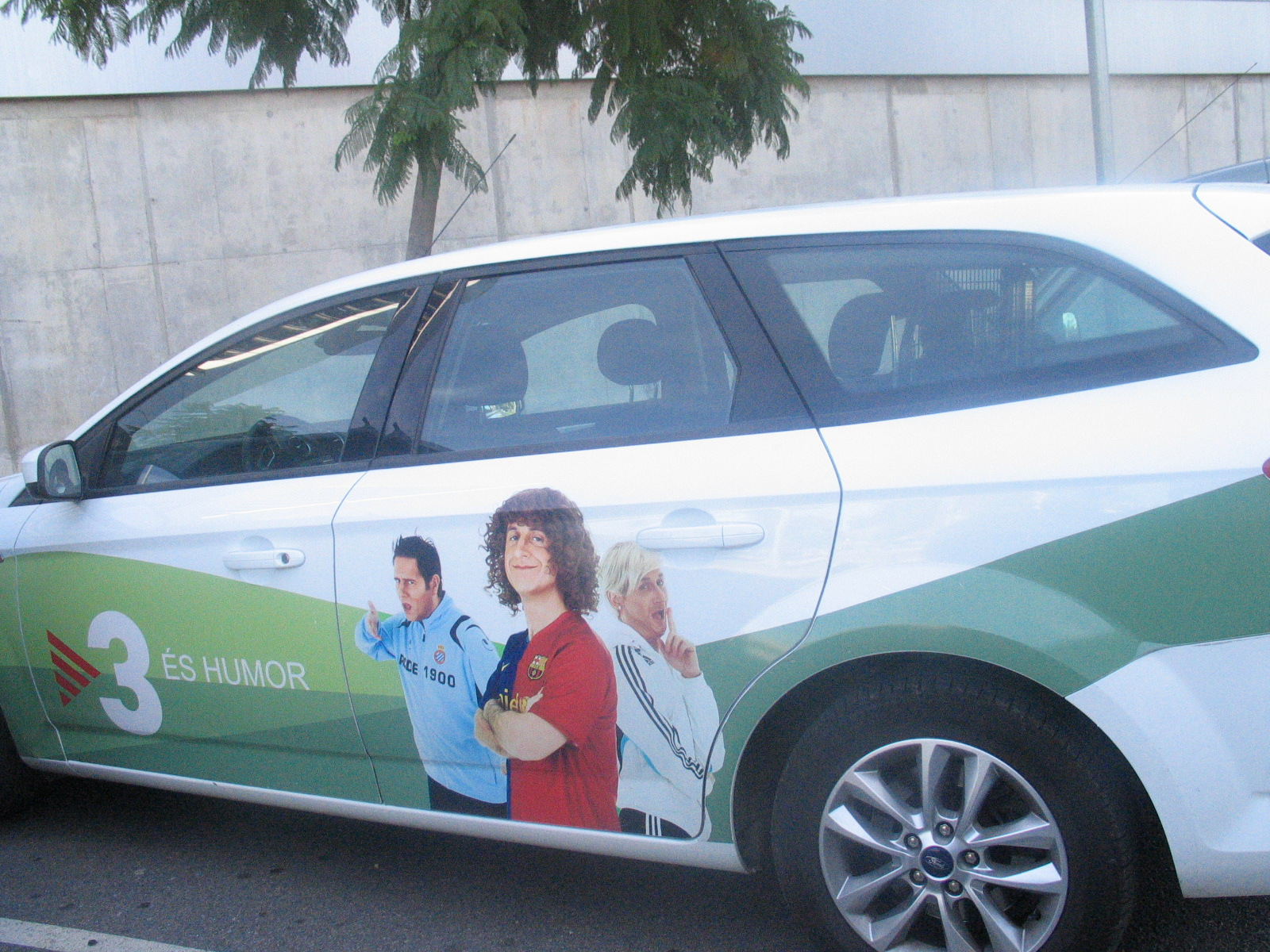
Cotxe del Crackòvia

La llista de personatges parodiats al Crackòvia és molt llarga i consta amb personatges de diversos esports i de diversos equips. A més ha anat evolucionant a mesura que aquests personatges anaven apareixent i desapareixent de la primera línia informativa.
Del món del futbol van destacar i destaquen Luis Enrique, Josep Guardiola, Josep Lluís Núñez, Samuel Eto'o, Carles Puyol, Leo Messi, Gerard Piqué, Neymar, Luís Suárez o Andrés Iniesta del FC Barcelona; José Mourinho, Florentino Pérez, Zinédine Zidane, Cristiano Ronaldo, Guti, Karim Benzema i Sergio Ramos del Reial Madrid; Raúl Tamudo de l'Espanyol. I també d'altres equips, com Simeone, l'entrenador de l'Atlético de Madrid.
També tenen protagonisme personatges d'altres esports com el jugador de bàsquet Pau Gasol i el tennista Rafa Nadal.
Alguns dels periodistes emblemàtics de mitjans catalans també tenen el seu personatge, com Lluís Canut, Joaquim Maria Puyal, Jordi Robirosa, Joan Maria Pou, Xavi Torres i "Pitxi" Alonso. A més, altres periodistes esportius de fora de Catalunya han anat guanyant protagonisme amb el temps. L'última temporada fins al moment del programa, com Josep Pedrerol, Manolo Lama, Manu Carreño, Pepe Domingo Castaño, Tomás Roncero, Frederic Hermel o Nico Abad, que han estat els grans protagonistes de la darrera temporada de "Crackòvia".

## Audiències de la primera temporada
A continuació es mostra una llista d'audiències televisives de la primera temporada del programa.